# Kikkoman

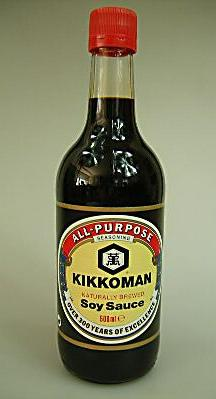
Eine Flasche Sojasauce von Kikkoman

Kikkoman K.K. (japanisch キッコーマン株式会社, Kikkōman Kabushiki gaisha, engl. Kikkoman Corporation) ist ein japanisches Unternehmen, das unter anderem Sojasaucen herstellt. Es ist im Nikkei 225 gelistet, ISIN JP3240400006. Der Unternehmensname (Firma) wurde aus dem japanischen Kikkō für Schildkrötenpanzer und man für 10.000 zusammengesetzt. Nach japanischer Sage lebt die Schildkröte 10.000 Jahre lang und ist so ein Sinnbild für Glück, Reichtum und ein langes Leben.
1917 gründeten die beiden Familien Mogi und Takanashi ein Familienunternehmen mit dem Namen Noda Shōyu KK (野田醤油株式会社). Daraus wurde 1964 die Kikkōman Shōyu KK (キッコーマン醤油株式会社) und 1980 die Kikkōman KK. Das Unternehmen ist Weltmarktführer und beschäftigt insgesamt 6.000 Mitarbeiter an neun Produktionsstandorten in Japan, den USA, den Niederlanden, Singapur, Taiwan und China. Etwa 400 Millionen Liter Sojasauce verlassen von dort aus jährlich die Fabriken. Der Bedarf des europäischen Marktes wird seit 1997 von der Produktionsstätte in Sappemeer in den Niederlanden abgedeckt. Für die Geschäfte in Europa ist die in Düsseldorf ansässige Kikkoman Trading Europe GmbH zuständig.